# (GI)
(GI) – pierwsza płyta zespołu The Germs wydana w 1979 roku przez wytwórnię Slash Records. Materiał nagrano w październiku 1978 w studiu "Golden Age Recording" (Hollywood).

## Lista utworów
Opracowano na podstawie materiału źródłowego.
| 1.  | "What We Do Is Secret" (Darby Crash, Pat Smear)              | 0:41  |
|     |                                                              |       |
| 2.  | "Communist Eyes" (Darby Crash, Pat Smear)                    | 2:21  |
|     |                                                              |       |
| 3.  | "Land Of Treason" (Darby Crash, Pat Smear)                   | 2:02  |
|     |                                                              |       |
| 4.  | "Richie Dagger's Crime" (Darby Crash, Pat Smear)             | 1:53  |
|     |                                                              |       |
| 5.  | "Strange Notes" (Darby Crash)                                | 1:49  |
|     |                                                              |       |
| 6.  | "American Leather" (Darby Crash)                             | 1:08  |
|     |                                                              |       |
| 7.  | "Lexicon Devil" (Darby Crash)                                | 1:39  |
|     |                                                              |       |
| 8.  | "Manimal" (Darby Crash)                                      | 2:08  |
|     |                                                              |       |
| 9.  | "Our Way" (Darby Crash, Pat Smear)                           | 1:54  |
|     |                                                              |       |
| 10. | "We Must Bleed" (Darby Crash)                                | 2:48  |
|     |                                                              |       |
| 11. | "Media Blitz" (Darby Crash, Pat Smear)                       | 1:28  |
|     |                                                              |       |
| 12. | "The Other Newest One" (Darby Crash, Pat Smear)              | 2:44  |
|     |                                                              |       |
| 13. | "Let's Pretend" (Darby Crash)                                | 2:27  |
|     |                                                              |       |
| 14. | "Dragon Lady" (Darby Crash, Pat Smear)                       | 1:35  |
|     |                                                              |       |
| 15. | "The Slave" (Darby Crash, Pat Smear)                         | 0:57  |
|     |                                                              |       |
| 16. | "Shut Down" (Darby Crash, Pat Smear, Lorna Doom, Don Bolles) | 9:03  |
|     |                                                              |       |
|     |                                                              | 36:37 |
|     |                                                              |       |

## Skład
Opracowano na podstawie materiału źródłowego.
- Darby Crash – wokal prowadzący
- Pat Smear – gitara, wokal wspierający
- Lorna Doom – gitara basowa, wokal wspierający
- Don Bolles – perkusja, wokal wspierający
- Donnie Rose – fortepian (utwór 16)

produkcja
- Joan Jett – produkcja muzyczna
- Pat Burnette – inżynieria dźwięku
- Melanie Nissen – zdjęcia

## Wydania
| Rok  | Nr katalogowy      | Format                    | Wydawca        | Region            | Źródło |
| ---- | ------------------ | ------------------------- | -------------- | ----------------- | ------ |
| 1979 | SR-103             | LP                        | Slash Records  | Stany Zjednoczone | [ 2 ]  |
| 1982 | EX 11              | LP, Album                 | Expanded Music | Włochy            | [ 2 ]  |
| 1983 | 1-23932, 9 23932-1 | LP, Album, RE             | Slash Records  | Stany Zjednoczone | [ 2 ]  |
| 1988 | SR-103             | LP, RP                    | Slash Records  | Stany Zjednoczone | [ 2 ]  |
| 1988 | R2-23932           | CD, RM                    | Slash Records  | Stany Zjednoczone | [ 2 ]  |
| 2005 | R1 78602           | LP, Album, RE             | Rhino Records  | Stany Zjednoczone | [ 2 ]  |
| 2005 | SR-103             | LP, Album, RE, Unofficial | Slash Records  | Niemcy            | [ 2 ]  |